# 北海道高等学校一覧
| 総数                           | 282校            |
| 国立                           | 4校              |
| 公立                           | 220校            |
| 私立                           | 56校             |
| 中等教育学校                   | 2校              |
| 教育委員会所在地               | 〒060-8544       |
| 北海道札幌市中央区北3条西7丁目 |                  |
| 公式サイト                     | 北海道教育委員会 |

北海道高等学校一覧（ほっかいどうこうとうがっこういちらん）は、北海道の高等学校および中等教育学校（後期課程）の一覧である。
※：北海道の公立高等学校の正式名称は、一部の例外を除き、「立」が付かない「北海道○○高等学校」である（宮城県や長野県の県立高等学校と同様）。したがって、「北海道立○○高等学校」は、あくまでも通称である。ただし、新制高校発足時は、一部の高等学校で北海道立と「立」が付いた（1950年度より北海道○○高等学校に改称）。
※：全日制課程の存在しない高等学校については、定時制課程単置校は「○○高等学校｛定時制課程単置｝」通信制課程単置校は「○○高等学校｛通信制課程単置｝」定時制・通信制課程共に存在する場合は、定時制課程単置表記で記載する。
※：教員の雇用形態は専任教諭（常勤教諭）・専任講師（常勤講師）・時間講師（非常勤講師）、他の雇用形態は事務職員（用務員）。

## 国立高等学校

### 高等専門学校

#### 渡島総合振興局

##### 函館市
- 函館工業高等専門学校

#### 胆振総合振興局

##### 苫小牧市
- 苫小牧工業高等専門学校

#### 釧路総合振興局

##### 釧路市
- 釧路工業高等専門学校

#### 上川総合振興局

##### 旭川市
- 旭川工業高等専門学校

## 公立高等学校

### 道立高等学校

#### 石狩振興局

##### 札幌市
- 北海道札幌西高等学校
- 北海道札幌南高等学校
- 北海道札幌北高等学校
- 北海道札幌北陵高等学校
- 北海道札幌英藍高等学校
- 北海道札幌国際情報高等学校
- 北海道札幌工業高等学校
- 北海道有朋高等学校｛定時制課程単置｝
- 北海道札幌丘珠高等学校
- 北海道札幌東陵高等学校
- 北海道札幌東豊高等学校
- 北海道札幌東高等学校
- 北海道札幌白石高等学校
- 北海道札幌白陵高等学校
- 北海道札幌啓成高等学校
- 北海道札幌厚別高等学校
- 北海道札幌東商業高等学校
- 北海道札幌月寒高等学校
- 北海道札幌真栄高等学校
- 北海道札幌平岡高等学校
- 北海道札幌南陵高等学校
- 北海道札幌西陵高等学校
- 北海道札幌琴似工業高等学校
- 北海道札幌手稲高等学校
- 北海道札幌あすかぜ高等学校
- 北海道札幌稲雲高等学校

##### 江別市
- 北海道江別高等学校
- 北海道野幌高等学校
- 北海道大麻高等学校

##### 千歳市
- 北海道千歳高等学校
- 北海道千歳北陽高等学校

##### 北広島市
- 北海道北広島高等学校
- 北海道北広島西高等学校

##### 石狩市
- 北海道石狩南高等学校
- 北海道石狩翔陽高等学校

##### 石狩郡
- 北海道当別高等学校（当別町）

##### 恵庭市
- 北海道恵庭南高等学校
- 北海道恵庭北高等学校

#### 渡島総合振興局

##### 函館市
- 北海道函館中部高等学校
- 北海道函館西高等学校
- 北海道南茅部高等学校
- 北海道函館工業高等学校
- 北海道函館商業高等学校

##### 北斗市
- 北海道上磯高等学校
- 北海道大野農業高等学校
- 北海道函館水産高等学校

##### 亀田郡
- 北海道七飯高等学校（七飯町）

##### 松前郡
- 北海道松前高等学校（松前町）
- 北海道福島商業高等学校（福島町）

##### 二海郡
- 北海道八雲高等学校（八雲町）

##### 山越郡
- 北海道長万部高等学校（長万部町）

##### 茅部郡
- 北海道森高等学校（森町）

#### 檜山振興局

##### 檜山郡
- 北海道江差高等学校（江差町）
- 北海道上ノ国高等学校（上ノ国町）

##### 久遠郡
- 北海道檜山北高等学校（せたな町）

#### 後志総合振興局

##### 小樽市
- 北海道小樽潮陵高等学校
- 北海道小樽桜陽高等学校
- 北海道小樽未来創造高等学校
- 北海道小樽水産高等学校

##### 余市郡
- 北海道余市紅志高等学校（余市町）

##### 岩内郡
- 北海道岩内高等学校（岩内町）

##### 寿都郡
- 北海道寿都高等学校（寿都町）

##### 磯谷郡
- 北海道蘭越高等学校（蘭越町）

##### 虻田郡
- 北海道倶知安高等学校（倶知安町）
- 北海道倶知安農業高等学校（倶知安町）

#### 空知総合振興局

##### 岩見沢市
- 北海道岩見沢東高等学校
- 北海道岩見沢西高等学校
- 北海道岩見沢農業高等学校

##### 美唄市
- 北海道美唄尚栄高等学校
- 北海道美唄聖華高等学校

##### 樺戸郡
- 北海道月形高等学校（月形町）
- 北海道新十津川農業高等学校（新十津川町）

##### 夕張市
- 北海道夕張高等学校

##### 空知郡
- 北海道奈井江商業高等学校（奈井江町）

##### 夕張郡
- 北海道長沼高等学校（長沼町）
- 北海道栗山高等学校（栗山町）

##### 滝川市
- 北海道滝川高等学校
- 北海道滝川工業高等学校

##### 砂川市
- 北海道砂川高等学校

##### 芦別市
- 北海道芦別高等学校

##### 深川市
- 北海道深川西高等学校
- 北海道深川東高等学校

#### 上川総合振興局

##### 旭川市
- 北海道旭川東高等学校
- 北海道旭川西高等学校
- 北海道旭川北高等学校
- 北海道旭川永嶺高等学校
- 北海道旭川農業高等学校
- 北海道旭川工業高等学校
- 北海道旭川商業高等学校
- 北海道旭川南高等学校

##### 石狩国上川郡
- 北海道鷹栖高等学校（鷹栖町）
- 北海道東川高等学校（東川町）
- 北海道美瑛高等学校（美瑛町）
- 北海道上川高等学校（上川町）

##### 富良野市
- 北海道富良野高等学校
- 北海道富良野緑峰高等学校

##### 空知郡
- 北海道上富良野高等学校（上富良野町）

##### 士別市
- 北海道士別翔雲高等学校

##### 名寄市
- 北海道名寄高等学校
- 北海道名寄産業高等学校

##### 天塩国中川郡
- 北海道美深高等学校（美深町）

##### 天塩国上川郡
- 北海道下川商業高等学校（下川町）

#### 留萌振興局

##### 留萌市
- 北海道留萌高等学校

##### 苫前郡
- 北海道羽幌高等学校（羽幌町）
- 北海道苫前商業高等学校（苫前町）

##### 天塩郡
- 北海道天塩高等学校（天塩町）
- 北海道遠別農業高等学校（遠別町）

#### 宗谷総合振興局

##### 稚内市
- 北海道稚内高等学校

##### 天塩郡
- 北海道豊富高等学校（豊富町）

##### 枝幸郡
- 北海道浜頓別高等学校（浜頓別町）
- 北海道枝幸高等学校（枝幸町）

##### 利尻郡
- 北海道利尻高等学校（利尻町）

##### 礼文郡
- 北海道礼文高等学校（礼文町）

#### オホーツク総合振興局

##### 北見市
- 北海道北見北斗高等学校
- 北海道北見柏陽高等学校
- 北海道北見緑陵高等学校
- 北海道常呂高等学校
- 北海道北見工業高等学校
- 北海道北見商業高等学校
- 北海道留辺蘂高等学校

##### 網走郡
- 北海道美幌高等学校（美幌町）
- 北海道津別高等学校（津別町）

##### 常呂郡
- 北海道訓子府高等学校（訓子府町）
- 北海道佐呂間高等学校（佐呂間町）
- 北海道置戸高等学校（置戸町）

##### 網走市
- 北海道網走南ヶ丘高等学校
- 北海道網走桂陽高等学校

##### 斜里郡
- 北海道清里高等学校（清里町）
- 北海道斜里高等学校（斜里町）

##### 紋別市
- 北海道紋別高等学校

##### 紋別郡
- 北海道遠軽高等学校（遠軽町）
- 北海道湧別高等学校（湧別町）
- 北海道興部高等学校（興部町）
- 北海道雄武高等学校（雄武町）

#### 胆振総合振興局

##### 室蘭市
- 北海道室蘭栄高等学校
- 北海道室蘭清水丘高等学校
- 北海道室蘭工業高等学校
- 北海道室蘭東翔高等学校

##### 登別市
- 北海道登別青嶺高等学校
- 北海道登別明日中等教育学校

##### 伊達市
- 北海道伊達開来高等学校

##### 苫小牧市
- 北海道苫小牧東高等学校
- 北海道苫小牧西高等学校
- 北海道苫小牧南高等学校
- 北海道苫小牧工業高等学校
- 北海道苫小牧総合経済高等学校

##### 白老郡
- 北海道白老東高等学校（白老町）

##### 勇払郡
- 北海道追分高等学校（安平町）
- 北海道厚真高等学校（厚真町）
- 北海道鵡川高等学校（むかわ町）
- 北海道穂別高等学校（むかわ町）

##### 虻田郡
- 北海道虻田高等学校（洞爺湖町）

#### 日高振興局

##### 沙流郡
- 北海道平取高等学校（平取町）
- 北海道富川高等学校（日高町）

##### 日高郡
- 北海道静内高等学校（新ひだか町）
- 北海道静内農業高等学校（新ひだか町）

##### 浦河郡
- 北海道浦河高等学校（浦河町）

#### 十勝総合振興局

##### 帯広市
- 北海道帯広柏葉高等学校
- 北海道帯広三条高等学校
- 北海道帯広緑陽高等学校
- 北海道帯広農業高等学校
- 北海道帯広工業高等学校

##### 河東郡
- 北海道音更高等学校（音更町）
- 北海道上士幌高等学校（上士幌町）
- 北海道鹿追高等学校（鹿追町）

##### 河西郡
- 北海道芽室高等学校（芽室町）
- 北海道更別農業高等学校（更別村）

##### 十勝国中川郡
- 北海道幕別清陵高等学校（幕別町）
- 北海道本別高等学校（本別町）
- 北海道池田高等学校（池田町）

##### 十勝国上川郡
- 北海道清水高等学校（清水町）

##### 広尾郡
- 北海道大樹高等学校（大樹町）
- 北海道広尾高等学校（広尾町）

##### 足寄郡
- 北海道足寄高等学校（足寄町）

#### 釧路総合振興局

##### 釧路市
- 北海道釧路湖陵高等学校
- 北海道釧路江南高等学校
- 北海道阿寒高等学校
- 北海道釧路工業高等学校
- 北海道釧路商業高等学校
- 北海道釧路明輝高等学校

##### 釧路郡
- 北海道釧路東高等学校（釧路町）

##### 白糠郡
- 北海道白糠高等学校（白糠町）

##### 川上郡
- 北海道弟子屈高等学校（弟子屈町）
- 北海道標茶高等学校（標茶町）

##### 厚岸郡
- 北海道厚岸翔洋高等学校（厚岸町）

#### 根室振興局

##### 根室市
- 北海道根室高等学校

##### 野付郡
- 北海道別海高等学校（別海町）

##### 標津郡
- 北海道中標津高等学校（中標津町）
- 北海道標津高等学校（標津町）

##### 目梨郡
- 北海道羅臼高等学校（羅臼町）

### 市町村立高等学校

#### 石狩振興局

##### 札幌市
- 市立札幌旭丘高等学校
- 市立札幌大通高等学校｛定時制課程単置｝
- 市立札幌新川高等学校
- 市立札幌開成中等教育学校 （北海道札幌開成高等学校が母体、2016年度まで両校は同じ校舎に並存）
- 市立札幌平岸高等学校
- 市立札幌清田高等学校
- 市立札幌啓北商業高等学校
- 市立札幌藻岩高等学校

#### 渡島総合振興局

##### 函館市
- 市立函館高等学校

##### 上磯郡
- 北海道知内高等学校（知内町）

#### 檜山振興局

##### 奥尻郡
- 北海道奥尻高等学校（奥尻町）

#### 後志総合振興局

##### 虻田郡
- 北海道ニセコ高等学校｛定時制課程単置｝（ニセコ町）
- 北海道真狩高等学校｛定時制課程単置｝（真狩村）
- 北海道留寿都高等学校｛定時制課程単置｝（留寿都村）

#### 空知総合振興局

##### 岩見沢市
- 北海道岩見沢緑陵高等学校

##### 滝川市
- 北海道滝川西高等学校

##### 三笠市
- 北海道三笠高等学校

#### 上川総合振興局

##### 空知郡
- 北海道南富良野高等学校（南富良野町）

##### 天塩国中川郡
- 北海道おといねっぷ美術工芸高等学校（音威子府村）

##### 天塩国上川郡
- 北海道剣淵高等学校（剣淵町）

##### 士別市
- 北海道士別東高等学校｛定時制課程単置｝

##### 雨竜郡
- 北海道幌加内高等学校｛定時制課程単置｝（幌加内町）

#### 留萌振興局

##### 苫前郡
- 北海道天売高等学校｛定時制課程単置｝（羽幌町）

#### オホーツク総合振興局

##### 網走郡
- 北海道大空高等学校（大空町）

#### 胆振総合振興局

##### 有珠郡
- 北海道壮瞥高等学校（壮瞥町）

#### 日高振興局

##### 幌泉郡
- 北海道えりも高等学校（えりも町）

##### 沙流郡
- 北海道日高高等学校｛定時制課程単置｝（日高町）

#### 十勝総合振興局

##### 河東郡
- 北海道士幌高等学校（士幌町）

##### 帯広市
- 北海道帯広南商業高等学校

#### 釧路総合振興局

##### 釧路市
- 北海道釧路北陽高等学校

##### 厚岸郡
- 北海道霧多布高等学校（浜中町）

#### 根室振興局

##### 標津郡
- 北海道中標津農業高等学校（中標津町）

## 私立高等学校

### 学校法人運営高等学校

#### 石狩振興局

##### 札幌市
- 札幌大谷高等学校
- 札幌光星高等学校
- 札幌新陽高等学校
- 札幌静修高等学校
- 札幌聖心女子学院高等学校
- 札幌創成高等学校
- 札幌第一高等学校
- 札幌北斗高等学校
- 札幌山の手高等学校
- 札幌龍谷学園高等学校
- 東海大学付属札幌高等学校
- 北星学園女子高等学校
- 北星学園大学附属高等学校
- 北嶺高等学校
- 北海高等学校
- 北海学園札幌高等学校
- 北海道科学大学高等学校
- 藤女子高等学校
- 池上学院高等学校｛通信制課程単置｝
- 星槎国際高等学校｛通信制課程単置｝

##### 江別市
- 酪農学園大学附属とわの森三愛高等学校
- 立命館慶祥高等学校

##### 北広島市
- 札幌日本大学高等学校

##### 恵庭市
- 北海道文教大学附属高等学校

##### 千歳市
- 日本航空高等学校北海道

#### 渡島総合振興局

##### 函館市
- 遺愛女子高等学校
- 清尚学院高等学校
- 函館大谷高等学校
- 函館大妻高等学校
- 函館白百合学園高等学校
- 函館大学付属柏稜高等学校
- 函館大学付属有斗高等学校
- 函館ラ・サール高等学校

#### 後志総合振興局

##### 小樽市
- 小樽双葉高等学校
- 小樽明峰高等学校
- 北照高等学校

##### 余市郡
- 北星学園余市高等学校（余市町）
- 北海道芸術高等学校｛通信制課程単置｝（仁木町）

#### 空知総合振興局

##### 深川市
- クラーク記念国際高等学校｛通信制課程単置｝

#### 上川総合振興局

##### 旭川市
- 旭川実業高等学校
- 旭川志峯高等学校
- 旭川明成高等学校
- 旭川龍谷高等学校
- 旭川藤星高等学校

##### 天塩国上川郡
- 札幌自由が丘学園三和高等学校｛通信制課程単置｝（和寒町）

#### 宗谷総合振興局

##### 稚内市
- 稚内大谷高等学校

#### オホーツク総合振興局

##### 北見市
- 北見藤高等学校

#### 釧路総合振興局

##### 釧路市
- 武修館高等学校

#### 十勝総合振興局

##### 帯広市
- 帯広大谷高等学校
- 帯広北高等学校

##### 河西郡
- 白樺学園高等学校（芽室町）

#### 胆振総合振興局

##### 室蘭市
- 海星学院高等学校
- 北海道大谷室蘭高等学校

##### 苫小牧市
- 駒澤大学附属苫小牧高等学校
- 苫小牧中央高等学校

##### 白老郡
- 北海道栄高等学校（白老町）